# Jaciment arqueològic del taller de Mas d’en Benet
El Taller de Mas d'en Benet és un jaciment prehistòric del municipi de Pacs del Penedès (Alt Penedès), inclòs a l'Inventari del Patrimoni Arqueològic i Paleontològic de Catalunya.
Aquest jaciment ha estat identificat com un taller o centre de producció i explotació de sílex i la seva cronologia està acotada en el Leptolític (-33000/-5500). Està situat en uns camps de vinya davant del Mas d'en Benet, en un punt lleugerament elevat de la plana molt a prop del Torrent de Manyans a uns 150 metres a la part dreta de la ribera.
Els elements documentats són ascles i fragments de sílex, poc significatiu, encara que el seu aspecte no sembla de caràcter arcaic, motiu pel qual s'identifiquen amb un Leptopaleolític. L'any 1998 es va fer una revisió on no s'observaren canvis.